# کریستینا رینولدز
کریستینا رینولدز (آلمانی: Kristina Reynolds؛ زادهٔ ۱۸ فوریهٔ ۱۹۸۴) بازیکن هاکی روی چمن زن اهل آلمان است.
وی در مسابقات کشوری و بین‌المللی در مجموع برندهٔ ۱ مدال برنز شده‌است.